# Aloara
Aloara de Càpua (mort 992), va ser una Princesa regnant de Càpua, conjuntament amb el seu fill, entre el 982 i fins al 992. Es deia que governava els seus estats amb gran habilitat.

## Vida
Es va casar amb Pandulf I, príncep de Càpua al Benevent. El seu marit va morir a Càpua el 981, deixant cinc fills d'Aloara; Landulf IV, príncep de Càpua i Benevent; Pandulf II, príncep de Salern; Atenulf, titulat Comte i també Marquès, potser de Camerino; Landenulf II, príncep de Càpua; i Laidulf que el van succeir.
Landulf IV va morir en la batalla lluitant per l'emperador, el 982, contra els grecs i els sarraïns. El seu germà Landenulf el va succeir; però, sent molt jove, Otó I l'havia investit amb el principat de Càpua, perquè Aloara pogués governar durant la resta de la seva vida conjuntament amb ell. Aquest decret també va ser confirmat per Teòfana Esclerena, vídua d'Otó II, emperador romà i regent, durant la minoria d'edat d'Otó III. Aloara va començar a regnar en 982. Va governar amb molta saviesa i valentia.
Landenulf va ser assassinat per una trama entre les seves pròpies relacions, el 993; i el seu germà Laidulf, que el va succeir, va ser deposseït del títol per l'emperador Otó III, el 999, en demostrar-se que va participar en el pla organitzat de l'assassinat del seu germà.